# TV Santa Cruz
TV Santa Cruz é uma emissora de televisão brasileira sediada em Itabuna, cidade do estado da Bahia. Opera no canal 4 (30 UHF digital), e é afiliada à TV Globo. É uma das emissoras próprias da Rede Bahia de Televisão, e transmite sua programação para o Sul e parte do Sudoeste da Bahia.

## História

Logotipo utilizado pela emissora entre 1998 e 2025.

A emissora foi inaugurada em 5 de novembro de 1988, sendo a segunda emissora afiliada à Rede Globo no interior da Bahia e a primeira pertencente ao Grupo TV Bahia. Inicialmente, seus acionistas eram ACM Júnior, André Maron, Helenilson Chaves e César Mata Pires. Fizeram parte da equipe de implantação da emissora vários profissionais de Salvador, como João Aldemir Venceslau (que posteriormente também fez parte da implantação da TV Subaé), e Carlos Ribas, que era da TV Bahia. A emissora foi responsável por criar o programa de variedades local Somos Nós, que também teve uma versão produzida pela TV Sudoeste, de Vitória da Conquista.
Em 2001, a TV Santa Cruz estreia, no lugar do Somos Nós, o Encontro Com, jornalístico que tinha cada edição dedicada a um tema diferente. Era apresentado por Renata Smith, que também apresentou o programa antecessor, e transmitido aos sábados, após o Jornal Hoje. Foi exibido até 25 de junho de 2005, sendo substituído no sábado seguinte pelo jornalístico esportivo Bahia Esporte, da TV Bahia.
Em março de 2008, em meio as disputas pela herança de Antônio Carlos Magalhães, César Mata Pires, um dos acionistas da emissora na época, se recusou a assinar a renovação da concessão da emissora. O motivo era a derrota do mesmo na disputa pelo controle da Rede Bahia. O impedimento da renovação da emissora tinha como objetivo pressionar os acionistas majoritários a ceder o controle do grupo para ele, já que havia o receio de que a TV Santa Cruz perdesse sua concessão. Posteriormente, a concessão da emissora foi renovada, e em 2012, César Mata Pires vendeu a sua parte da Rede Bahia para o Grupo EP, proprietário da EPTV, também afiliada da Rede Globo.
Em 1 de agosto de 2017, a emissora demitiu 9 funcionários, como parte das demissões em toda a rede. Em janeiro de 2018, a emissora demitiu funcionários e fechou o escritório local em Teixeira de Freitas.
Em 10 de maio de 2021, a TV Santa Cruz passa a produzir localmente a edição completa do Bahia Meio Dia, estreando também mudanças em seu cenário.

## Sinal digital
| Canal virtual | Canal digital | Resolução de tela | Programação                                    |
| ------------- | ------------- | ----------------- | ---------------------------------------------- |
| 4.1           | 30 UHF        | 1080i             | Programação principal da TV Santa Cruz / Globo |

A TV Santa Cruz iniciou os testes para implantação do seu sinal digital em 24 de novembro de 2013, através do canal 30 UHF. Em 11 de dezembro, iniciou oficialmente suas transmissões, inaugurando também o sinal digital na retransmissora de Ilhéus, pelo canal 28 UHF. Os telejornais da emissora passaram a ser produzidos em alta definição em 15 de junho de 2015.
Transição para o sinal digital
Com base no decreto federal de transição das emissoras de TV brasileiras do sinal analógico para o digital, a TV Santa Cruz, bem como as outras emissoras de Itabuna, cessou suas transmissões pelo canal 4 VHF em 30 de junho de 2025, seguindo o cronograma oficial da ANATEL.

## Programas
Além de retransmitir a programação nacional da TV Globo e estadual da Rede Bahia, a TV Santa Cruz produz e exibe os seguintes programas:
- Bahia Meio Dia: Telejornal, com Aracelly Romão;
- BATV: Telejornal, com Roger Sarmento;

Diversos outros programas compuseram a grade da emissora e foram descontinuados:
- Bahia Agora 2ª Edição
- BATV 1ª Edição
- Encontro Com[9]
- A Palavra é Sua
- Jornal da Manhã
- Rede Bahia Revista
- Somos Nós[21]

## Equipe

### Membros atuais

#### Apresentadores
- Aracelly Romão
- Roger Sarmento[22]
- Thainan Nicácio

#### Repórteres
- Alanna Sousa
- Franciele Caetano
- Izabella Freitas
- Tom Carvalho

### Membros antigos
- Alexandre Leal (hoje na TV Vitoriosa)[23]
- Andrêza Benevides
- Camila Oliveira (hoje na TV Bahia)[24]
- Carolina Rosa (hoje na Band Bahia)[25]
- César Soares[26]
- Charles Henri †[27]
- Cláudia Barthel[28]
- Eliane Moitinho
- Erb Aguiar (hoje na TV Sul Bahia)
- Erick Possati[29]
- Fernando Sodake (hoje na TV Bahia)[30]
- Gabriela Faria
- Henriqueta Fernandes[31]
- Jhonnathas Trindade (hoje na TV Leste)
- Karen Póvoas[32]
- Kátia Petersen
- Lauro Moraes
- Luana Bernardes
- Luciana Rezende
- Luísa Couto (hoje na TV Bahia)[33]
- Marta Almeida[34]
- Luiz Salviato
- Maurício Maron
- Milmara Nogueira
- Olga Amaral[35]
- Olívia Martins[36]
- Patrícia Abreu[37]
- Patrícia Laís[38]
- Paula Maciel
- Raphael Marques (hoje na TV Aratu)[39]
- Renata Smith[10]
- Suzi Martins[40]
- Taísa Moura[41]
- Valeska Lippel[42]

## Retransmissoras
| Cidade       | Analógico | Digital | Cidade      | Analógico | Digital | Cidade              | Analógico | Digital | Cidade              | Analógico | Digital |
| ------------ | --------- | ------- | ----------- | --------- | ------- | ------------------- | --------- | ------- | ------------------- | --------- | ------- |
| Alcobaça     | 03        | 30*     | Almadina    | 03        | 04 (30) | Aurelino Leal       | 05        | 29      | Belmonte            | 06        | 27*     |
| Buerarema    | 07        | 31*     | Camacan     | 12        | 27      | Canavieiras         | 04        | 30      | Caravelas           | 04        | 27*     |
| Coaraci      | 09        | -       | Eunápolis   | 09        | 30      | Firmino Alves       | 11        | 30*     | Floresta Azul       | 13        | 27*     |
| Gandu        | 08        | 29      | Gongogi     | 08        | 27*     | Guaratinga          | 08        | 29*     | Ibicuí              | 12        | 27*     |
| Ibirapitanga | 04        | 28*     | Ibirapuã    | 04        | 27*     | Ibirataia           | 11        | 32*     | Ilhéus              | 13        | 28      |
| Itabela      | 02        | 27*     | Itacaré     | 03        | 30*     | Itagimirim          | 05        | 27*     | Itaju do Colônia    | 07        | 30*     |
| Ipiaú        | 05        | 28      | Itajuípe    | 06        | -       | Itamaraju           | 03        | 28      | Itanhém             | 05        | 29*     |
| Itapé        | 02        | 29*     | Itapebi     | 08        | 29*     | Itororó             | 09        | 32*     | Jucuruçu            | 07        | 30*     |
| Lajedão      | 03        | 30*     | Maraú       | 06        | 27*     | Mascote             | 05        | 30*     | Medeiros Neto       | 04        | 28*     |
| Mucuri       | 11        | 27      | Nova Viçosa | 08        | 28      | Pau Brasil          | 04        | 29*     | Porto Seguro        | 09        | 29      |
| Potiraguá    | 06        | 28*     | Prado       | 04        | 29*     | Santa Cruz Cabrália | 09        | 28      | Teixeira de Freitas | 07        | 30      |
| Ubaitaba     | 05        | 29      | Ubatã       | 07        | 30*     | Una                 | 06        | 29*     | Uruçuca             | 12        | 27*     |

* - Em implantação